# Marby
Marby település Franciaországban, Ardennes megyében. Lakosainak száma 79 fő (2022. január 1.). Marby Blombay, Cernion, Étalle, Flaignes-Havys és Maubert-Fontaine községekkel határos.

## Népesség
A település népességének változása:
| Lakosok száma | 108  | 82   | 69   | 64   | 62   | 58   | 62   | 72   | 73   | 79   |
|               | 1968 | 1982 | 1990 | 2006 | 2013 | 2015 | 2017 | 2019 | 2020 | 2022 |